# Mistrzostwa Świata Weteranów w Skokach Narciarskich 1993
Mistrzostwa Świata Weteranów w Skokach Narciarskich 1993 – czwarta edycja mistrzostw świata weteranów w skokach narciarskich, rozegrana w dniach 4–6 marca 1993 roku w Kuopio.

## Medaliści
| Kategoria wiekowa | Złoty medal        | Kraj              | Odl                  | Pkt   | Srebrny medal          | Kraj                   | Odl                    | Pkt                    | Brązowy medal             | Kraj                      | Odl                       | Pkt                       |
| K-32              |                    |                   |                      |       |                        |                        |                        |                        |                           |                           |                           |                           |
| Klasa 10 (75–79)  | Olai Lie           | Norwegia          | 19,0 m 18,0 m 19,0 m | 105,0 | Wystartował 1 zawodnik | Wystartował 1 zawodnik | Wystartował 1 zawodnik | Wystartował 1 zawodnik | Wystartował 1 zawodnik    | Wystartował 1 zawodnik    | Wystartował 1 zawodnik    | Wystartował 1 zawodnik    |
| Klasa 9 (70–74)   | Bob Hein           | Stany Zjednoczone | 22,5 m 22,5 m 23,5 m | 148,5 | Erkki Hovi             | Finlandia              | 13,0 m X X             | 29,0                   | Wystartowało 2 zawodników | Wystartowało 2 zawodników | Wystartowało 2 zawodników | Wystartowało 2 zawodników |
| Klasa 8 (65–69)   | Nils Eriksen       | Norwegia          | 26,0 m 26,0 m 25,0 m | 180,0 | Halvor Svartdal        | Norwegia               | 22,5 m 23,5 m 24,5 m   | 156,0                  | Martti Korhonen           | Finlandia                 | 20,5 m 23,0 m 23,0 m      | 142,5                     |
| Klasa 7 (60–64)   | John Eidem         | Norwegia          | 25,5 m 25,5 m 24,0 m | 179,0 | Sig Malvik             | Stany Zjednoczone      | 23,5 m 25,0 m 25,0 m   | 170,5 m                | Alexandre Trekche         | Rosja                     | 20,0 m 21,5 m 21,0 m      | 124,5                     |
| Klasa 6 (55–59)   | Aarne Kuisma       | Finlandia         | 23,5 m 24,5 m 24,5 m | 174,0 | Svein Glomsvoll        | Norwegia               | 21,0 m 22,5 m 23,5 m   | 151,5                  | Teuvo Koljonen            | Finlandia                 | 22,0 m 23,5 m 23,0 m      | 147,0                     |
| Klasa 5 (50–54)   | Timo Laakonen      | Finlandia         | 23,0 m 24,5 m 25,0 m | 177,0 | Magne Heistad          | Norwegia               | 22,0 m 24,5 m 24,5 m   | 164,0                  | Svein Husby               | Norwegia                  | 22,0 m 24,0 m 24,0 m      | 163,5                     |
| Klasa 4 (45–49)   | brak danych        | b/d               | b/d                  | b/d   | brak danych            | b/d                    | b/d                    | b/d                    | brak danych               | b/d                       | b/d                       | b/d                       |
| Klasa 3 (40–44)   | Rune Tulluan       | Norwegia          | 24,0 m 23,0 m 24,0 m | 170,5 | Aleksander Kalinine    | Rosja                  | 23,5 m 24,5 m 24,0 m   | 169,0                  | Reijo Honkanen            | Finlandia                 | 23,0 m 24,0 m 24,0 m      | 167,0                     |
| Klasa 2 (35–39)   | Ari Joutjarvi      | Finlandia         | b/d                  | b/d   | Pertti Tuhkanen        | Finlandia              | b/d                    | b/d                    | Arsi Sjörgren             | Finlandia                 | b/d                       | b/d                       |
| Klasa 1 (30–34)   | Mikko Ahvenjarvi   | Finlandia         | 21,5 m 22,0 m 23,5 m | 153,5 | Risto Ikonen           | Finlandia              | 21,5 m 21,5 m 23,0 m   | 151,0                  | Risto Pasanen             | Finlandia                 | 22,0 m 22,0 m 23,0 m      | 146,5                     |
| K-64              |                    |                   |                      |       |                        |                        |                        |                        |                           |                           |                           |                           |
| Klasa 9 (70–74)   | Bob Hein           | Stany Zjednoczone | 31,5 m 32,0 m 31,0 m | 48,9  | Wystartował 1 zawodnik | Wystartował 1 zawodnik | Wystartował 1 zawodnik | Wystartował 1 zawodnik | Wystartował 1 zawodnik    | Wystartował 1 zawodnik    | Wystartował 1 zawodnik    | Wystartował 1 zawodnik    |
| Klasa 8 (65–69)   | Nils Eriksen       | Norwegia          | 40,0 m 41,0 m 40,5 m | 99,8  | Wystartował 1 zawodnik | Wystartował 1 zawodnik | Wystartował 1 zawodnik | Wystartował 1 zawodnik | Wystartował 1 zawodnik    | Wystartował 1 zawodnik    | Wystartował 1 zawodnik    | Wystartował 1 zawodnik    |
| Klasa 7 (60–64)   | Sig Malvik         | Stany Zjednoczone | 36,0 m 39,5 m 40,0 m | 87,7  | John Eidem             | Norwegia               | 33,5 m 39,5 m 37,0 m   | 82,3                   | Wystartowało 2 zawodników | Wystartowało 2 zawodników | Wystartowało 2 zawodników | Wystartowało 2 zawodników |
| Klasa 6 (55–59)   | Aarne Kuisma       | Finlandia         | 55,0 m 56,0 m 56,5 m | 191,6 | Willy Johansen         | Norwegia               | 50,5 m 51,0 m 51,0 m   | 159,7                  | Martti Lamminpaa          | Finlandia                 | 46,0 m 45,0 m 47,5 m      | 135,9                     |
| Klasa 5 (50–54)   | Guttorm Bakke      | Norwegia          | 55,5 m 59,5 m 59,5 m | 207,8 | Harald Skalleberg      | Norwegia               | 45,5 m 53,0 m 52,5 m   | 167,5                  | Magne Heistad             | Norwegia                  | 48,0 m 52,5 m 52,0 m      | 161,7                     |
| Klasa 4 (45–49)   | Ronald Jensen      | Norwegia          | 57,5 m 61,5 m 59,5 m | 210,8 | Mathias Skaug          | Norwegia               | 55,5 m 59,0 m 56,0 m   | 189,1                  | Jorgen Nordskog           | Norwegia                  | 54,0 m 55,0 m 55,0 m      | 182,1                     |
| Klasa 3 (40–44)   | Pertti Savolainen  | Finlandia         | 58,5 m 59,5 m 62,5 m | 217,2 | Ivar Harry Nilsen      | Norwegia               | 60,0 m 62,0 m 63,5 m   | 214,5                  | Pentti Rautiainen         | Finlandia                 | 59,0 m 59,5 m 59,5 m      | 202,9                     |
| Klasa 2 (35–39)   | Christian Berggrav | Norwegia          | 60,0 m 60,0 m 63,5 m | 222,9 | Nils Olav Kongsvik     | Norwegia               | 58,0 m 59,5 m 62,0 m   | 214,8                  | Juhani Huida              | Finlandia                 | 63,5 m 61,5 59,0 m        | 213,6                     |
| Klasa 1 (30–34)   | Frode Rogstad      | Norwegia          | 60,0 m 64,0 m 64,5 m | 223,9 | Jarmo Salmela          | Finlandia              | 62,5 m 60,0 m 61,0 m   | 208,9                  | Kari Hamalainen           | Finlandia                 | 59,5 m 60,5 m 61,5 m      | 208,4                     |
| K-90              |                    |                   |                      |       |                        |                        |                        |                        |                           |                           |                           |                           |
| Klasa 6 (55–59)   | Don West           | Stany Zjednoczone | 37,0 m 44,0 m 45,0 m | 22,4  | Martti Lamminpaa       | Finlandia              | 44,0 m 44,0 m 46,0 m   | 19,0                   | Wystartowało 2 zawodników | Wystartowało 2 zawodników | Wystartowało 2 zawodników | Wystartowało 2 zawodników |
| Klasa 5 (50–54)   | Guttorm Bakke      | Norwegia          | 58,5 m 61,5 m 68,0 m | 116,2 | Harald Skalleberg      | Norwegia               | 48,5 m 52,0 m X        | 49,3                   | Wystartowało 2 zawodników | Wystartowało 2 zawodników | Wystartowało 2 zawodników | Wystartowało 2 zawodników |
| Klasa 4 (45–49)   | Ronald Jensen      | Norwegia          | 64,5 m 77,0 m 76,5 m | 173,6 | Mathias Skaug          | Norwegia               | 69,0 m 72,0 m 73,0 m   | 148,0                  | Antti Kokkonen            | Finlandia                 | 55,0 m 61,5 m 61,0 m      | 100,5                     |
| Klasa 3 (40–44)   | Pertti Savolainen  | Finlandia         | 62,5 m 84,5 m 84,0 m | 205,6 | Ivar Harry Nilsen      | Norwegia               | 78,5 m 86,5 m 84,0 m   | 204,8                  | Pentti Rautiainen         | Finlandia                 | 72,5 m 80,0 m 85,0 m      | 189,0                     |
| Klasa 2 (35–39)   | Juhani Huida       | Finlandia         | 77,5 m 74,5 m 90,0 m | 198,0 | Christian Berggrav     | Norwegia               | 65,0 m 80,5 m 79,5 m   | 187,5                  | Nils Olav Kongsvik        | Norwegia                  | 61,5 m 74,0 m 83,5 m      | 179,0                     |
| Klasa 1 (30–34)   | Ari Raitoharju     | Finlandia         | 79,5 m 98,0 m 95,5 m | 245,6 | Frode Rogstad          | Norwegia               | 66,5 m 91,5 m 91,5 m   | 228,8                  | Jarmo Salmela             | Finlandia                 | 64,5 m 81,5 m 82,5 m      | 187,9                     |

## Statystyka
| Miejsce | Kraj              | Złoto | Srebro | Brąz | Razem |
| ------- | ----------------- | ----- | ------ | ---- | ----- |
| 1.      | Norwegia          | 11    | 14     | 4    | 29    |
| 2.      | Finlandia         | 9     | 5      | 12   | 26    |
| 3.      | Stany Zjednoczone | 4     | 1      | 0    | 5     |
| 4.      | Rosja             | 0     | 1      | 1    | 2     |